# 1641년 아일랜드 반란
1641년 아일랜드 반란(Irish Rebellion of 1641)은 아일랜드 왕국에서 1641년 10월 23일 가톨릭 신사계급과 군 장교들이 일으킨 봉기였다. 그들의 요구는 가톨릭 차별 종식, 아일랜드 자치 확대, 몰수된 가톨릭 토지 반환 등이었다. 개신교가 지배하는 중앙 정부에 대한 통제권을 확보하기 위한 신속한 쿠데타로 계획되었으나, 이는 1641년에서 1653년까지 아일랜드 맹방 전쟁으로 이어졌고, 더 넓은 범위의 삼왕국 전쟁의 일부가 되었다.
더블린성을 점령하는 데는 실패했지만, 펠림 오 넬 휘하의 반군들은 가장 최근의 토지 몰수가 이루어진 중심지인 얼스터의 대부분을 빠르게 장악했다. 오 넬은 이어서 던개넌 선언을 발표했는데, 이는 잉글랜드 왕국과 스코틀랜드 왕국에서 그의 적들에 맞서 아일랜드를 확보하라는 찰스 1세의 승인을 받았다고 주장하는 위조 문서였다. 많은 왕당파 앵글로아일랜드인 가톨릭교도들이 봉기에 동참했고, 반란은 아일랜드 전역으로 확산되었다.
11월, 반군들은 드로이다를 포위하고 줄리언스타운에서 정부 구원군을 격파했다. 특히 얼스터에서는 수천 명의 개신교 정착민들이 추방되거나 학살당했으며, 가톨릭교도들은 보복으로 살해당했다. 1642년 4월까지 왕당파 군대는 더블린, 코크 및 그 주변의 넓은 지역을 장악했고, 얼스터의 대부분은 스코틀랜드 코버넌터 군대와 지역 개신교 민병대가 점령했다. 이로 인해 아일랜드의 약 3분의 2가 반군의 통제하에 놓였다.
1642년 5월, 아일랜드의 가톨릭 주교들은 킬케니에서 회합하여 반란을 정의로운 전쟁으로 선포했다. 가톨릭 귀족들과 함께 그들은 맹방 서약을 통해 아일랜드 맹방으로 알려진 대안 정부를 수립했다. 다음 10년 동안 맹방은 아일랜드 왕당파, 스코틀랜드 코버넌터, 그리고 잉글랜드 의회파와 삼자 전쟁을 벌였다.

## 원인
1641년 반란의 뿌리는 튜더의 아일랜드 정복 이후의 식민지화와 그 후 수십 년 동안 새로 개신교화된 잉글랜드 국가로부터 가톨릭 신사계급이 소외된 데서 비롯되었다. 역사가 에이든 클라크는 종교가 "게일 아일랜드인들이 제기한 더 큰 문제의 한 측면에 불과했으며, 그 중요성은 쉽게 가려질 수 있었다. 그러나 종교적 차이는 정부와 식민지 주민들 간의 관계에서 핵심적이었다"고 썼다. 1603년 엘리자베스 여왕 시대의 전쟁이 끝나고 1641년 반란이 발발하기까지 수십 년 동안, 아일랜드의 부유한 토지를 소유한 가톨릭교도들의 정치적 지위는 잉글랜드 아일랜드 정부에 의해 점점 더 위협받았다. 그 결과, 게일 아일랜드인과 올드 잉글리시 공동체 모두 스스로를 아일랜드인으로 정의하게 되었고, 이주민들에 의해서도 그렇게 인식되었다.
엘리자베스 여왕 시대 이전의 아일랜드섬 인구는 일반적으로 원주민 아일랜드인과 올드 잉글리시로 나뉘는데, 올드 잉글리시의 상당수는 중세 잉글랜드인과 앵글로노르만인 정착민의 후손이었다. 이 집단들은 역사적으로 적대적이었으며, 더블린 주변의 페일과 같은 잉글랜드 정착 지역, 웩스퍼드, 그리고 다른 성벽 도시들은 시골의 게일 클랜에 맞서 요새화되어 있었다. 17세기에는 이 집단들 간의 문화적 분열, 특히 상류층 사회 수준에서는 줄어들고 있었다. 올드 잉글리시의 많은 이들이 아일랜드어를 사용하고 아일랜드 시와 음악을 후원했으며, "아일랜드인보다 더 아일랜드인"이라고 묘사되기도 했다. 1614년에 한 작가는 이전에 올드 잉글리시가 "순수한 아일랜드인들을 야만적이고 문명과 종교가 없는 민족으로 경멸했으며, 서로를 숙명적인 적으로 여겼다"고 주장했지만, "이전 시대에는 거의 볼 수 없었던" 상호 혼인, 게일 아일랜드인의 교육, 그리고 "왕국 전역에 걸친 신잉글랜드인과 스코틀랜드인의 최근 식민지화"를 언급하며 "그러나 마지막 요인이 그들의 단합의 주요 원인이다"라고 덧붙였다. 또한, 원주민 인구는 새로운 정착민들의 개신교와는 대조적으로 공유된 가톨릭 신앙에 의해 정의되었다.

### 식민지화

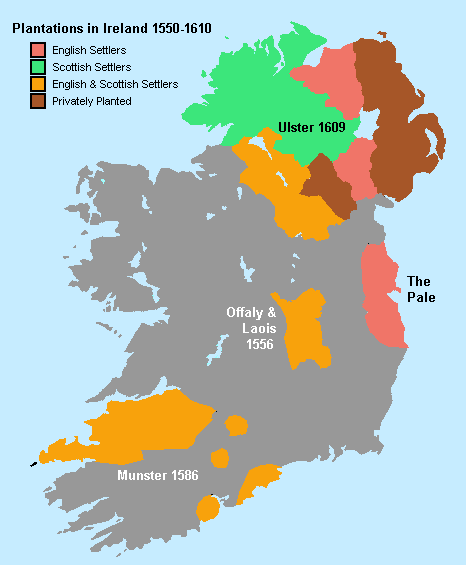
1609년 아일랜드, 주요 아일랜드 식민지화

16세기 후반에서 17세기 초반의 튜더 정복은 아일랜드 식민지화로 이어졌는데, 이는 아일랜드 소유의 토지를 몰수하고 영국 정착민들을 이주시킨 것이었다. 가장 큰 식민지화는 1607년 백작들의 도피로 망명한 북부 영주들의 몰수된 영지를 활용한 얼스터 식민지화였다. 이 중 약 80%가 영어를 사용하는 개신교도들에게 분배되었고, 나머지는 "가치 있는" 원주민 아일랜드 영주들과 씨족들에게 돌아갔다. 1641년까지 식민지화가 원주민 아일랜드 인구에 미친 경제적 영향은 더 악화되었는데, 많은 이들이 자신의 영지를 유지했음에도 불구하고 잘못된 관리와 발생한 부채 때문에 팔아야 했기 때문이었다. 그들의 지위와 영향력의 침식은 그들이 더 많은 것을 잃을 위험이 있음에도 반란에 동참할 준비가 되어 있음을 보여주었다.
이오간 루어 오 네일과 같은 많은 망명자들은 프랑스 왕국과 스페인 군주국의 가톨릭 군대, 특히 플랑드르 군대에서 복무했다. 그들은 잉글랜드가 운영하는 아일랜드 개신교 국가에 대해 전투적으로 적대적인 소규모 아일랜드 이민 공동체를 형성했지만, 1604년 이후 잉글랜드와 스페인, 프랑스 간의 대체로 좋은 관계로 인해 억제되었다. 아일랜드 자체에서는 식민지화로 인한 불만이 반란 발발 및 확산의 주요 원인 중 하나였으며, 이는 아일랜드 법률이 잉글랜드 추밀원의 승인을 받아야 한다는 포이닝스 법과 결합되었다. 개신교가 지배하는 행정부는 오랜 가톨릭 지주들로부터 더 많은 토지를 몰수할 기회를 잡았다. 1630년대 후반 토머스 웬트워스, 아일랜드 부왕은 개신교 문화 및 종교적 지배를 확대하기 위한 새로운 식민지화 계획을 제안했다. 찰스가 잉글랜드와 스코틀랜드에서 정치적 반대자들과의 투쟁으로 인해 이들의 실행이 지연되면서, 1641년에도 가톨릭교도들은 여전히 토지의 60% 이상을 소유하고 있었다.

### 종교적 차별

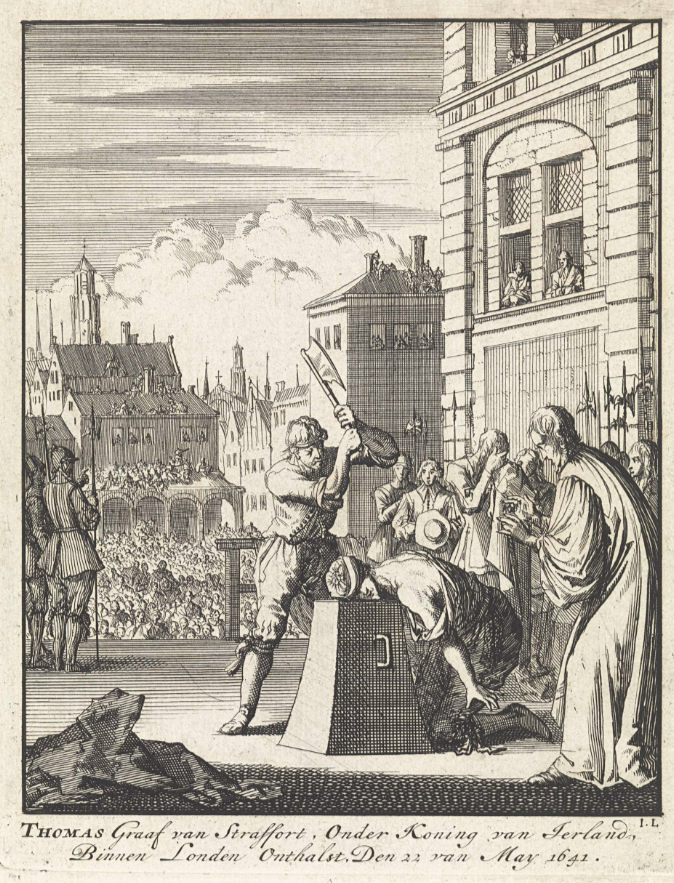
1641년 5월 토머스 웬트워스, 초대 스트래퍼드 백작의 처형을 묘사한 얀 루이켄의 에칭

아일랜드 가톨릭 상류층 대부분은 아일랜드에 대한 찰스 1세의 주권을 반대하지 않았지만, 완전한 신민으로서 아일랜드 사회에서 자신들의 우월한 지위를 유지하기를 원했다. 이는 그들의 종교와 식민지화로 인한 토지 상실의 위협으로 인해 저지되었다. 1605년의 실패한 화약 음모 사건은 가톨릭교도들에 대한 추가적인 법적 차별로 이어졌다.
개신교 아일랜드 교회는 유일하게 인정받는 예배 형태였지만, 아일랜드 개신교도들 사이에서도 소수였으며, 그들 중 다수는 장로교인이었다. 그들과 다수 가톨릭 인구 모두 교회에 십일조를 내야 했으며, 이는 큰 반발을 불러일으켰다. 한편, 공개적으로 가톨릭을 신봉하면 체포될 수 있었고, 개신교 예배 불참은 재적 거부 벌금으로 처벌받았다. 가톨릭교도들은 고위 공직을 맡거나 군대에서 특정 계급 이상으로 복무할 수 없었다. 아일랜드 추밀원은 잉글랜드 개신교도들이 지배했다. 아일랜드 하원의 선거구는 개신교도들에게 다수를 주었다.
이에 대응하여 아일랜드 가톨릭 상류층은 '은혜'를 추구하며, 먼저 제임스 1세에게, 그리고 그의 아들 찰스 1세에게 직접 호소하여 완전한 신민으로서의 권리와 종교적 관용을 요청했다. 여러 차례에 걸쳐 그들은 세금 인상에 대한 대가로 이러한 요구사항이 충족될 것이라는 합의에 도달하는 듯했다. 그러나 1630년 이후 세금 인상에도 불구하고, 찰스는 1641년 5월 3일 그와 잉글랜드 추밀원이 아일랜드 법무판사들에게 필요한 법안을 공포하도록 지시할 때까지 그들의 요구사항 이행을 연기했다.
웬트워스가 아일랜드 부왕으로 재직하는 동안 은혜의 진전은 특히 좌절되었다. 수익 증대를 위해 토지 소유권을 확인한다는 구실로 웬트워스는 로스커먼주와 슬라이고주의 토지를 몰수하고 식민지화를 계획했으며, 주로 앵글로아일랜드 가톨릭 가문들을 겨냥하여 골웨이주와 킬케니주에서도 추가 식민지화를 계획하고 있었다. 역사가 패드라그 레니한의 판단에 따르면, 그가 이러한 정책을 더 추진했더라면 "가톨릭 지주들로부터 무장 저항에 부딪혔을 가능성이 높다". 그러나 실제 반란은 1640년에 잉글랜드와 스코틀랜드 정치의 불안정화와 왕의 약화된 지위 이후에 일어났다. 웬트워스는 1641년 5월 런던에서 처형되었다.

### 음모
1638년부터 1640년까지 스코틀랜드 왕국은 찰스 1세가 잉글랜드 교회의 관행을 스코틀랜드에 강요하려 하자, 이를 가톨릭에 너무 가깝다고 여겨 주교 전쟁으로 알려진 반란을 일으켰다. 왕이 반란을 진압하려는 시도는 실패했는데, 스코틀랜드인들과 유사한 종교적 우려를 가졌던 잉글랜드 장기의회가 군대 양성을 위한 새로운 세금에 동의하기를 거부했기 때문이다. 따라서 찰스는 아일랜드 가톨릭 신사계급과 협상하여 스코틀랜드의 반란을 진압할 아일랜드 군대를 모집하는 대가로 오랜 기간 요구되어 온 종교적 관용과 토지 안보를 허용하기 시작했다. 주로 얼스터 출신의 아일랜드 가톨릭교도들로 구성된 군대는 캐릭퍼거스에서 스코틀랜드 해안 건너편에 천천히 동원되었으나, 1641년 중반에 해산되기 시작했다. 스코틀랜드인들과 잉글랜드 의회에게 이것은 찰스가 자신의 종교적 견해를 자신의 왕국에 강요하고 1628년부터 1640년까지 그랬던 것처럼 의회 없이 다시 통치하려는 폭군임을 확인시켜주는 듯했다. 1641년 초, 일부 스코틀랜드인과 잉글랜드 의회파는 아일랜드를 침공하여 그곳의 가톨릭교도들을 제압하여 왕당파 아일랜드 가톨릭 군대가 잉글랜드나 스코틀랜드에 상륙하지 못하도록 할 것을 제안하기도 했다.
이에 놀라고 기회를 잡으려던 소수의 아일랜드 가톨릭 토지 소유 신사 계급(그들 중 일부는 의원이었다)은 왕의 이름으로 더블린성과 전국의 다른 중요한 도시와 요새를 신속한 쿠데타로 장악하여 가능한 침공을 막고 가톨릭 교도들의 요구를 수용하도록 강요할 계획을 세웠다. 최소한 3명의 아일랜드인 대령도 이 음모에 연루되었으며, 음모자들은 해산 중인 아일랜드 군대에서 병사들을 사용하기를 희망했다.

### 경제
불리한 경제 상황 또한 반란 발발에 기여했다. 이러한 침체는 17세기 중반의 소빙기 현상의 결과였을 수도 있다. 아일랜드 경제는 불황에 빠졌고 1641년의 수확은 부진했다. 1630년대의 이자율은 연 30%에 달하기도 했다. 펠림 오 넬과 로리 오 무어와 같은 반란의 지도자들은 막대한 빚을 지고 있었고 채권자들에게 토지를 잃을 위험에 처해 있었다. 게다가 아일랜드 농부들은 흉작으로 큰 타격을 입었고 임대료 인상에 직면했다. 이는 정착민들을 제거하려는 그들의 욕구를 악화시켰고 반란 초기에 그들에 대한 광범위한 공격에 기여했다. 오 넬의 채권자인 "로갈의 풀러튼 씨 ...는 반란에서 최초로 살해된 사람 중 한 명이었다."

## 반란
이 반란은 소수의 가톨릭 토지 소유 신사 계급과 군 장교들이 계획한 것으로, 이들 중 다수는 1607년 이후의 식민지화로 인해 토지와 영향력을 잃은 얼스터 출신의 게일 아일랜드인들이었다. 1641년 10월 23일 토요일에 일어날 예정이었던 이 반란에서, 코너 매과이어와 로리 오 무어가 이끄는 무장 병력은 더블린성과 그 병기창을 점령한 다음, 인접한 위클로주의 반군으로부터 지원이 올 때까지 이를 지키기로 되어 있었다. 한편, 펠림 오 넬과 그의 동맹자들은 얼스터의 전략적 요충지를 점령하기로 되어 있었다.
아일랜드 주둔 영국군은 약 2,000명에 불과했으며 전국에 흩어져 있었지만, 이 음모는 목표 달성을 위해 힘보다는 기습에 의존했으며, 이후 나머지 지역의 지원을 기대하며 요구 사항을 발표할 예정이었다. 더블린성을 점령하려는 계획은 주모자 중 한 명인 휴 오그 맥마흔이 자신의 위탁 형제이자 개신교 개종자인 오웬 오코놀리에게 정보를 누설하면서 좌절되었다. 그는 즉시 법무관 중 한 명에게 알렸고, 맥마흔과 매과이어는 체포되었으며, 나머지 음모자들은 더블린에서 빠져나갔다. 임박한 봉기에 대한 경고는 윌리엄 콜 경에 의해 더블린으로도 전달되었다.
이러한 실패에도 불구하고 얼스터의 반란은 진행되었고, 펠림 오 넬과 로리 매과이어를 포함한 그의 동맹자들은 던개넌, 찰러몬트 요새, 뉴리, 탠드라기, 포터다운, 마운트조이성, 캐슬블레이니 및 캐릭매크로스 등 주 전역의 요충지를 빠르게 점령했다. 에니스킬렌성과 같이 항복하지 않은 곳은 포위되었고, 이틀 안에 반군들은 아마주, 티론주, 퍼매나주, 모너핸주의 대부분을 장악했다. 10월 24일 오 넬이 발표한 던개넌 선언은 그들이 자신들의 자유를 수호하기 위해 무기를 들었으며 왕의 신민들에게 해를 끼칠 의도가 없다고 명시했다. 이어서 11월 4일에는 찰스가 잉글랜드에서 자신에게 반대하는 이들에 맞서 아일랜드를 확보하기 위해 봉기를 승인했다고 주장하는 뉴리 선언이 발표되었다.
비록 이 선언은 이제 위조된 것으로 받아들여지지만, 많은 앵글로-가톨릭 귀족들은 더블린 당국이 취한 무차별적인 반가톨릭 조치에 경악했으며, 여기에는 처음에는 반란을 비난했던 이들도 포함되었다. 11월 17일 아일랜드 의회가 중단되면서 그들은 이러한 문제를 해결할 정치적 수단을 잃었고, 이 선언은 니컬러스 플런킷과 같은 온건파가 반군과 공통의 대의를 형성할 수 있는 명분을 제공했다. 또한 급진적인 개신교도들이 찰스 1세를 그의 망명 중인 독일인 조카인 팔츠 선제후로 교체하여 아일랜드 가톨릭교도에 대한 탄압을 강화하려 한다는 소문도 돌았다.
영향력 있는 페일 영주들은 12월 초에 봉기에 가담했으며, 캐번주의 반군들은 지역 의원인 필립 오 레일리와 캐번 고위 보안관 멀모어 오 레일리가 이끌었다. 던도크는 점령되었고, 브라이언 맥마흔이 이끄는 군대는 얼스터에서 더블린으로 남하하여 11월 21일 북쪽에서 드로이다를 포위했다. 다른 이들은 미스주를 거쳐 진격하여 남쪽에서 마을을 봉쇄한 후 11월 29일 줄리언스타운에서 더블린에서 파견된 구원군을 격파하여 600명 이상의 사상자를 냈다. 11월 28일, 약 8,000명의 반군이 리스나가베이를 포위했지만, 실패한 공격으로 약 300명의 사상자를 낸 후 마을에 불을 지르고 후퇴했다. 이 좌절과 마을 수비수들이 보여준 완고함은 공격자들에게 깊은 인상을 주었는데, 이는 얼스터에서의 빠르고 비교적 고통 없는 승리의 희망이 너무 낙관적이었음을 보여주었기 때문이었다.
더 남쪽으로, 반란은 리트림주, 롱퍼드주, 위클로주, 웩스퍼드주, 티퍼레리주, 킬데어주로 확산되었다. 더블린 정부는 이를 "일부 악영향을 받은 아일랜드 가톨릭 신자들에 의한 가장 불충하고 혐오스러운 음모"로 규정했으며, 이는 "모든 잉글랜드인과 개신교 주민들을 대상으로 한 대규모 학살"을 목표로 했다. 12월, 더블린성 총독 찰스 쿠트와 먼스터 총독 윌리엄 세인트 레저가 이끄는 군대는 각각 위클로주와 티퍼레리주의 반군 점령 지역을 공격했으며, 이 원정은 일반 가톨릭 인구에 대한 "과도하고 무차별적인 잔혹성"으로 특징지어졌다. 이는 세인트 레저가 잔혹한 계엄 제도를 시행했던 이전에 평화로웠던 먼스터를 포함하여 많은 이들이 반란에 가담하도록 자극했다.

### 얼스터 학살
반란이 시작되었을 때 펠림 오 넬은 후자에게 보호를 제안함으로써 잉글랜드와 스코틀랜드 정착민들 사이의 분열을 이용하려 했고, 이를 통해 그들의 지지를 얻기를 희망했다. 이러한 전략은 처음에는 반란의 급속한 확산에 기여했는데, 부분적으로는 더블린 정부가 누구를 신뢰해야 할지 불확실하여 조직적인 대응이 지연되었기 때문이었다. 상황은 반란이 부분적으로만 성공했고, 국가 권위의 붕괴가 민족을 불문하고 가톨릭 농민들의 개신교도에 대한 광범위한 공격을 촉발했다는 것이 명확해지면서 바뀌었다. 곧 귀족들도 합류했다. 오 넬의 권위는 아마주에만 국한되어 있었고, 그곳에서도 완전하지 않았으며, 그의 친형제도 이러한 행동에 가담한 사람들 중 한 명이었다.
한 동시대 가톨릭 자료는 오 넬이 "발가벗기고 죽이는 빈번하고 야만적인 행동으로부터 천박한 무리들을 억제하려고 노력했다"고 썼지만, "일단 강탈의 수문이 열리자, 하층민들은 억제될 수 없었다"고 덧붙였다. 공격의 초기 목적은 경제적이었고 살해는 피해자들이 저항했을 때만 발생했다고 주장되어 왔다. 반란이 진행되면서 공격은 격화되었고, 특히 1607년 이후의 식민지화로 인해 많은 사람들이 토지를 잃었던 얼스터에서 더욱 심화되었다. 한편, 지역 개신교 성직자들에 대한 공격은 그 지역에서 아일랜드 교회의 상대적인 부유함에 대한 분노 때문이기도 했다. 다른 요인으로는 종교와 문화가 있었다. 캐번주에서 반군들은 "가톨릭 종교를 근절하려는" 개신교의 위협에 대한 방어적 조치로 반란을 정당화했으며, 원래의 아일랜드어 지명들을 복원하고 영어 사용을 금지했다.

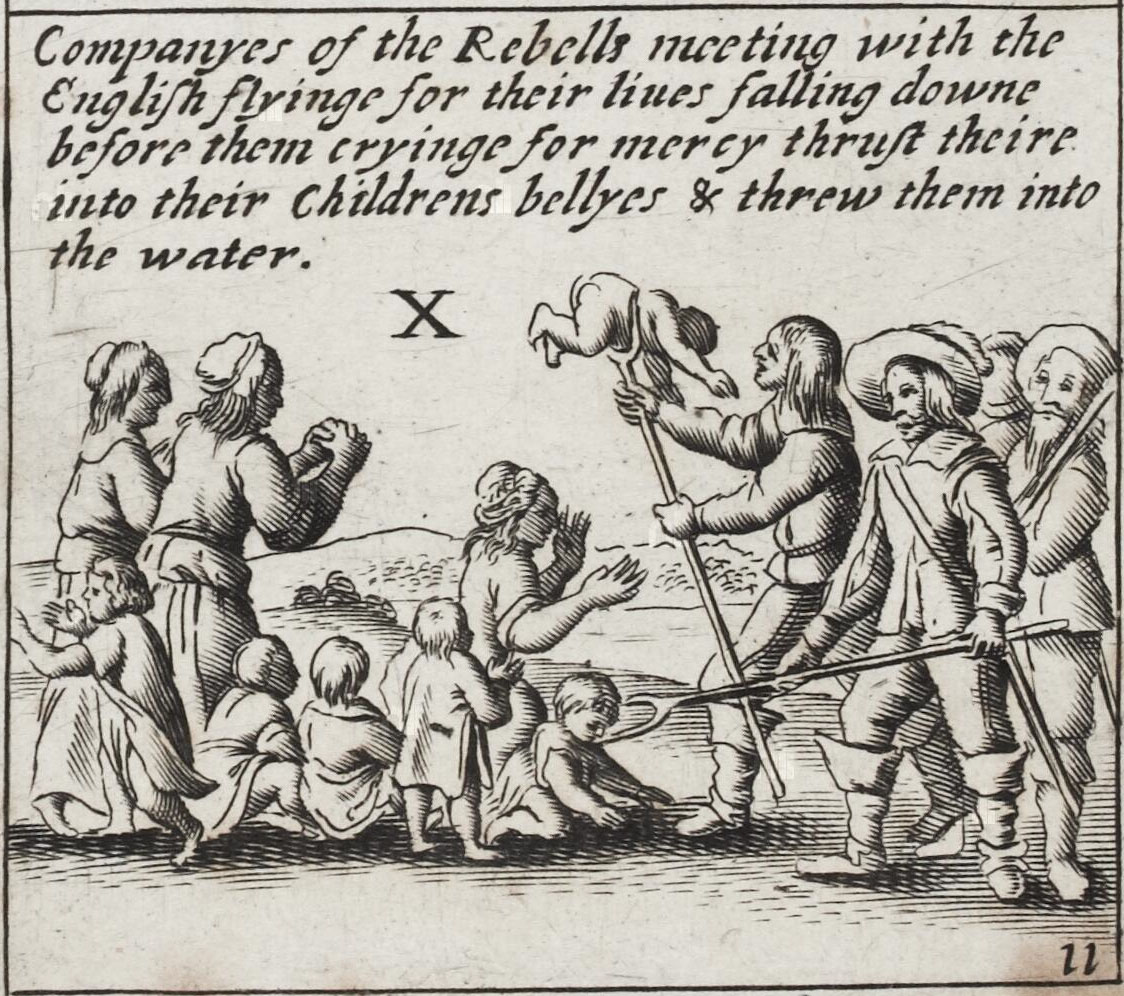
반군이 여성과 어린이들을 공격했다는 주장에 대한 잉글랜드의 잔혹 행위 선전

11월 리스나가베이에서 격퇴당한 후, 반군들은 포터다운에서 약 100명의 개신교도들을 다리에서 반강으로 떨어뜨려 익사시키고, 헤엄쳐 안전한 곳으로 가려던 사람들에게 총을 쏴 죽였다. 포터다운 학살로 알려진 이 사건은 1640년대 아일랜드에서 발생한 가장 피비린내 나는 사건 중 하나였다. 근처 킬모어에서는 잉글랜드와 스코틀랜드 남녀노소가 감금된 오두막에서 불태워 죽었고, 아마주 전체에서는 반란 초기 몇 달 동안 약 1,250명이 사망했는데, 이는 지역 정착민 인구의 약 4분의 1에 해당한다. 티론주에서는 현대 연구에 따르면 정착민 살해가 집중된 세 곳이 확인되었는데, 가장 심한 곳은 킨어드 근처로, "그곳에 정착한 영국인 가족의 대부분이 궁극적으로 살해되었다"고 한다. 다른 곳인 메이요주의 슈룰에서는 가톨릭 호송대가 개신교 포로들을 살해했는데, 장교들의 개입 시도에도 불구하고 발생했다.
가톨릭교도 살해도 발생했는데, 1641년 11월 캐릭퍼거스 주둔군 병사들에 의해 아일랜드마기에서 20여 명이 살해된 사건도 포함된다. 1642년 4월 얼스터에 코버넌터 군대가 도착하면서 그러한 잔혹 행위가 더욱 심화되었고, 19세기 반란 역사가 윌리엄 레키는 "어느 쪽이 더 잔혹했는지 분명하지 않다"고 결론지었다. 스코틀랜드군은 드로모어 외곽의 킬와린 숲 근처에서 소규모 접전에서 붙잡은 아일랜드 포로들을 처형했으며, 제임스 터너는 뉴리를 탈환한 후 지역 가톨릭교도들이 뉴리 강둑에 줄을 서서 "어떤 법적 절차도 없이" 살해당했다고 기록했다. 래슬린섬에서는 클랜 캠벨 소속 스코틀랜드 병사들이 지휘관 던컨 캠벨 경의 독려로 스코틀랜드의 캠벨족 적과 관련이 있는 지역 맥도넬 가톨릭교도들을 살해했다. 그들은 수십 명의 맥도넬 여인들을 절벽에서 던져 죽였다. 이 살해는 오간 루어 오 넬에 의해 어느 정도 통제되었는데, 그는 1642년 7월에 얼스터의 아일랜드군 지휘를 맡아 민간인을 공격한 몇몇 반군들을 교수형에 처했다. 비록 여전히 잔인했지만, 그 이후의 전쟁은 오 넬과 스코틀랜드 사령관 로버트 먼로가 유럽 대륙에서 전문 군인으로서 배운 행동 강령에 따라 수행되었다.
런던에서 출판된 동시대 팸플릿에는 학살에 대한 섬뜩한 세부 사항이 담겨 있었고, 20만 명 이상의 개신교도(전체 정착민 인구보다 많음)가 목숨을 잃었다고 주장했다. 이 수치는 그 당시에도 터무니없이 과장된 것으로 인정되었고, 1641년 11월 의회는 허구의 잔혹 행위 이야기를 위해 돈을 지불했음을 인정한 출판업자를 투옥했다. 최근 연구에 따르면 공격으로 약 4,000명이 사망했으며, 수천 명 더 많은 사람들이 집에서 추방되었고, 그들 중 다수는 노출이나 질병으로 사망하여 약 12,000명 사망이라는 최고 추정치로 이어졌다. 이는 아일랜드 전체 정착민 인구의 약 10%에 해당하지만, 얼스터에서는 사망률이 다소 높아서 약 30%에 달했을 것이다. 이러한 수치는 반란이 아일랜드의 모든 개신교도들을 전멸시키려는 가톨릭 음모라는 견해를 지지하는 데 사용되었으며, 이는 1642년부터 1655년 사이에 수집되어 현재 트리니티 칼리지 (더블린)에 보관되어 있는 피해자 보고서 모음인 '진술록'에서 구성된 서사였다. 1646년에 이러한 기록들은 존 템플의 저서 '아일랜드 반란'에 요약되었는데, 그는 아일랜드의 군사적 재정복과 아일랜드 가톨릭교도들을 영국 개신교도들로부터 분리할 것을 촉구했다.
장기적으로, 1641년 학살은 양측의 기존 종파적 적대감을 심화시켰지만, 현대 역사가들은 이 살해가 개신교 공동체에 특히 강력한 심리적 영향을 미쳤다고 주장한다. 매리 오다우드 박사는 이 사건들이 "얼스터의 개신교 정착민 공동체에게 매우 충격적이었고, 그 공동체 내에 장기적인 상처를 남겼다"고 썼다. 동시대 개신교 기록들은 반란을 완전한 기습으로 묘사하며, 한 기록은 "우리 가운데서 잉태되었지만, 우리는 자궁 속에서 그것이 발로 차는 것을 느끼지도, 탄생할 때의 몸부림도 느끼지 못했다"고 말했다. 많은 이들이 가톨릭교도들을 신뢰할 수 없다고 주장했으며, 얼스터에서 개신교도들은 200년 이상 반란 기념일을 기념했다. 역사가 패드라그 레니한에 따르면, 이는 "공동체 연대를 강화하고, 그들을 둘러싼 아일랜드 가톨릭 대중이 개심하지 않고 잔인한 적이며 항상 그럴 것이라는 사실에 대한 끊임없는 경계의 필요성을 강조하는 데 도움이 되었다."

### 잉글랜드와 스코틀랜드의 개입

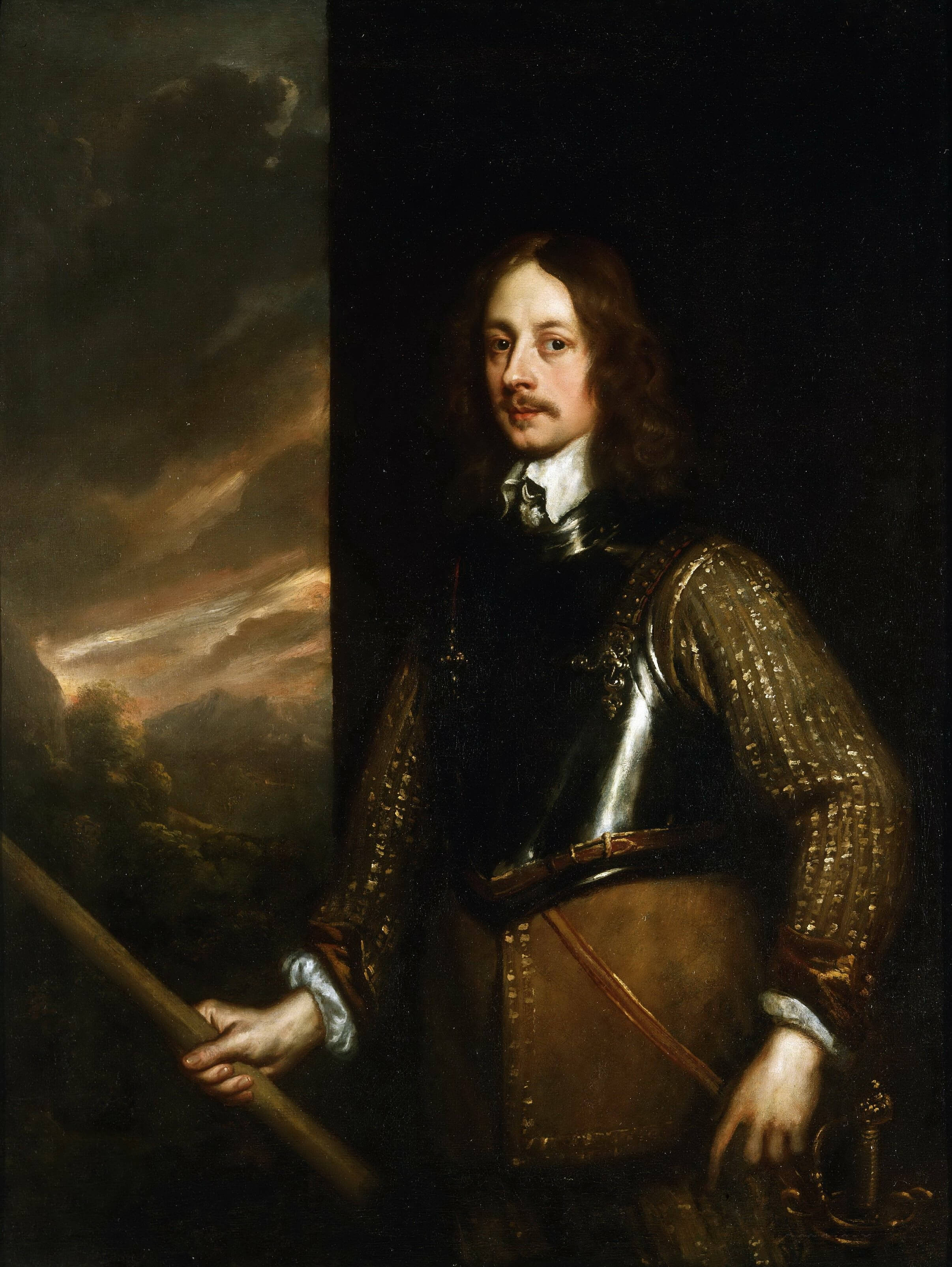
반란 기간 동안 왕실군을 지휘했던 제임스 버틀러, 초대 오먼드 공작

찰스, 잉글랜드 의회, 스코틀랜드 코버넌터 정부 모두 반란을 진압해야 한다는 데 동의했지만, 정치적 긴장으로 인해 진압이 지연되었다. 찰스는 10월 28일 봉기 소식을 접했을 때 에든버러에 있었고, 즉시 스코틀랜드인들에게 잉글랜드 동료들의 승인을 받는 즉시 얼스터로 군대를 파견할 것을 촉구했다. 11월 4일, 의회는 아일랜드로 무기와 화약을 보내고 봉기를 진압하기 위해 8,000명의 병력을 모집하기로 투표했지만, 그러한 군대가 법적으로 왕의 통제를 받게 된다는 점에서 상황은 복잡했다. 1641년 일련의 왕당파 군사 음모와 찰스가 자신의 행동을 지지했다는 반군의 주장은 찰스가 아일랜드인들이 아닌 잉글랜드와 스코틀랜드의 반대자들에게 군대를 돌릴 것이라는 우려를 증폭시켰다.
코버넌터들은 잉글랜드 의회에 자신들의 군대를 모집하는 대신 스코틀랜드 군대에 자금을 지원할 것을 촉구하며, 그것이 아일랜드에 더 쉽게 도달할 수 있고 찰스와 그의 의회 반대자들 모두로부터 독립적일 것이라고 주장했다. 한편 찰스는 자신의 비용으로 아일랜드에 무기, 화약, 소수의 스코틀랜드 자원봉사자를 보냈지만, 독자적으로 원정을 재정 지원할 돈이 부족했다. 주요 올드 잉글리시 가문 중 한 명이자 개신교 개종자인 제임스 버틀러는 아일랜드 왕군 사령관으로 임명되어 더블린으로 쏟아져 들어오는 난민들 중에서 보병 3개 연대를 모집했다. 로버트 스튜어트와 그의 형제 윌리엄을 포함한 몇몇 저명한 얼스터 스코틀랜드인들도 래건 군대를 구성하기 위해 병력을 모집하는 임무를 받았다.
더블린과 런던의 많은 정치인과 관리들은 얼스터에 대한 스코틀랜드의 개입을 반대했는데, 잘 무장하고 독립적인 장로교 군대가 현상 유지에 위협이 된다고 보았기 때문이며, 의회는 계속해서 잉글랜드 연대를 모집했다. 12월 21일, 귀족원은 10,000명의 스코틀랜드 군대를 승인했지만, 코버넌터 정부는 얼스터의 세 주요 항구인 캐릭퍼거스, 콜레인, 데리의 통제권과 함께 토지 보조금도 받아야 한다고 주장했다. 이러한 요구는 하원에 의해 거부되었고, 이는 추가 지연으로 이어져 반란이 확산되는 것을 허용했다. 상황이 악화되자 1642년 2월 양측은 의견 차이를 제쳐두고 2,500명의 스코틀랜드 군대를 얼스터로 보내는 데 동의했다.
의회는 이제 아일랜드에 필요한 군대의 통제와 자금 조달 방법을 가능한 한 빨리 해결하기 위한 두 가지 조치를 채택했으며, 이 두 조치 모두 상당한 결과를 가져왔다. 3월 15일, 민병대 조례는 군대와 주 민병대를 왕이 아닌 의회의 통제하에 두었다. 찰스가 재가를 거부하자, 의회는 법률을 강행했으며, 이는 내전으로 가는 중요한 단계가 되었다. 3월 19일, 모험가법은 일반 대중에게 반군으로부터 몰수된 토지로 상환될 대출을 제공하도록 요청했다. 이러한 상환 보장과 정부 신용 유지의 필요성은 1649년 크롬웰의 아일랜드 정복의 배후 요인 중 하나였다.
1642년 첫 몇 달 동안 오먼드는 페일의 많은 부분을 되찾고, 드로이다를 구원하며, 던도크를 재탈환하고, 4월 15일 킬러쉬에서 반군을 격파했다. 같은 날, 로버트 먼로가 이끄는 코버넌터 군대가 캐릭퍼거스에 상륙하여 5월 1일 뉴리를 탈환했다. 1642년 중반까지 아일랜드의 개신교 군대는 보병 40,000명과 기병 3,600명에 달했지만, 1642년 8월 제1차 잉글랜드 내전의 발발로 잉글랜드로부터의 증원군과 자금의 유입이 중단되었고, 군사적 교착 상태가 이어졌다.

### 연맹의 창립

아일랜드 가톨릭 연맹의 대공인, 모토는 "신, 왕, 조국을 위해 연합한 아일랜드인"이다.

1642년 초까지 반군 세력은 크게 네 곳에 집중되어 있었다. 펠림 오 넬 휘하의 얼스터, 고먼스턴 자작이 이끄는 더블린 주변의 페일, 버틀러 가문, 특히 마운트가렛 경이 이끄는 남동부, 그리고 도나 맥카시, 머스커리 자작이 이끄는 남서부였다. 영국인 정착민들이 집중된 코크, 더블린, 캐릭퍼거스, 데리 주변 지역에서는 자체 방어를 위한 민병대를 조직하여 반군을 막아냈다.
반란 발생 후 몇 달 만에 앵글로-아일랜드 가톨릭교도들을 포함한 거의 모든 가톨릭 신사계급이 반란에 가담했다. 여기에는 세 가지 주요 이유가 있다. 첫째, 지역 영주와 지주들은 정착민들이 사라진 후 아일랜드 농민들이 자신들에게도 등을 돌릴 것을 두려워하여, 나라를 휩쓰는 폭력을 통제하기 위해 자신들의 부하들로 무장 부대를 양성했다. 둘째, 장기의회는 1642년 3월 19일 합의된 모험가법에 따라 충성심을 보이지 않는 아일랜드 가톨릭교도들의 토지를 몰수할 것임을 분명히 했다. 찰스는 또한 의회에 의해 반란 혐의자들을 사면하는 것이 금지되었다.
셋째, 초기에는 반군이 1641년 11월 줄리언스타운에서 정부군을 격파한 후 성공할 것처럼 보였다. 이러한 인식은 반군이 인근 드로이다 점령에 실패하면서 곧 산산조각 났지만, 그때쯤 대부분의 가톨릭 신사계급은 이미 반란에 전념한 상태였다. 더블린 주변의 가톨릭 신사계급, 즉 "페일 영주들"은 1642년 3월 17일 트림에서 왕에게 자신들의 항의를 발표했다.
휴 오 레일리 (아마 대주교)는 1642년 3월 22일 켈스에서 아일랜드 주교들의 시노드를 개최하여, 이 반란을 가톨릭 신앙 수호를 위한 전쟁으로 정당화했다.
1642년 5월 10일, 오레일리 대주교는 킬케니에서 또 다른 시노드를 소집했다. 이 회의에는 3명의 대주교, 11명의 주교 또는 그들의 대리인, 그리고 다른 고위 성직자들이 참석했다. 그들은 맹방 서약을 작성하고 아일랜드의 모든 가톨릭교도들에게 이를 지킬 것을 촉구했다. 서약에 참여한 이들은 찰스 1세에게 충성을 맹세하고 "맹방 가톨릭 최고 평의회"가 내린 모든 명령과 법령에 복종할 것을 맹세했다. 이후 반군들은 연합군으로 불리게 되었다. 시노드는 반란이 "정의로운 전쟁"임을 재확인했다. 시노드는 각 지방에 평의회(성직자와 귀족으로 구성)를 설치하고, 이 평의회는 전체 아일랜드의 국가 평의회의 감독을 받을 것을 요구했다. 또한 연합군 병사들의 위법 행위를 처벌하고, 연합군에 맞서 싸우는 가톨릭교도들은 파문할 것을 맹세했다. 시노드는 프랑스, 스페인, 이탈리아에 특사를 보내 지지를 얻고, 자금과 무기를 모으며, 외국 군대에서 복무하는 아일랜드인들을 모집했다.
마운트가렛 경은 연합 평의회 의장으로 임명되었고, 1642년 10월 24일 킬케니에서 총회가 개최되어 임시정부가 수립되었다. 회의에는 아일랜드 의회의 세속 귀족 14명과 성직 귀족 11명, 그리고 서민 226명이 참석했다. 총회는 24명으로 구성된 최고 평의회를 선출했으며, 이 평의회는 군사 및 민간 관료들을 통제했다. 그 첫 번째 조치는 연합군을 지휘할 장군들을 임명하는 것이었다. 오간 루어 오 넬은 얼스터군을, 토머스 프레스턴은 렌스터군을, 개럿 배리는 먼스터군을, 존 버크는 코노트군을 지휘하게 되었다. 국고, 주화를 만드는 조폐소, 선언문을 인쇄하는 인쇄소가 킬케니에 설치되었다.
맹방은 전쟁 후 자치와 가톨릭교도들의 완전한 권리 보장을 약속받는 대가로 결국 왕당파와 동맹을 맺었다. 그들은 1649년부터 1653년까지 잉글랜드 의회의 신모범군에게 최종적으로 패배했으며, 아일랜드의 토지 소유권은 주로 개신교 정착민들에게 넘어갔다.

## 같이 보기
- 삼왕국 전쟁 연표
- 크롬웰의 아일랜드 정복
- 아일랜드 반란 목록

## 내용주
1. ↑  아일랜드어: Éirí Amach 1641
2. ↑  종교는 종종 공동체 유대보다 우선했다. 주요 올드 잉글리시 가문 중 하나인 제임스 버틀러, 초대 오먼드 공작과 게일 아일랜드인 머로 오 브라이언, 초대 인치퀸 백작은 모두 개신교로 개종하여 반란 진압에 중요한 역할을 했다.
3. ↑  1660년 잉글랜드 왕정복고 이후, 아일랜드 의회는 1662년 10월 23일 준수법 (14 & 15 Chas. 2 Sess. 4. c. 23 (I))을 통해 10월 23일을 연례 감사일로 지정했다.[21]
4. ↑  "But on the 23rd and the 24th and 25th of October 1641, the popular attacks which are relatively spontaneous, are clearly focused upon the tenants who had moved in and become beneficiaries of the Plantation; and that these actions, as well as the words which are articulated in justifying those actions – targeted attacks upon those who had moved in and benefited from the Plantation – these indicate that there was a popular sentiment of dispossession which was articulated in action as well as in words when the opportunity provided itself, when the political order was challenged."[43]
5. ↑  윌리엄 클라크가 진술한 바에 따르면 "근처 러갈 교구 출신의 약 100명의 개신교도들(여성과 어린이를 포함)은 이미 포로 상태였다"고 주장했다.[49]
6. ↑  아일랜드 국립대학교 메이누스의 레이몬드 길레스피 박사는 "제 생각에 어떤 면에서는 식민지화 이후에 일어나는 일이 영속적인 유산에 훨씬 더 중요합니다. 1641년에 아일랜드인들에게 생긴 공포, 학살의 공포, 공격의 공포는 이전에 이루어졌던 어떤 화해도 그 이후에는 더 이상 불가능하게 만들었습니다. 왜냐하면 아일랜드인들은 존 템플이 반란 역사에서 썼듯이 '믿을 수 없는' 사람들이었기 때문입니다. 그리고 그 책은 반복적으로 재판되었고 - 마지막 재판이 1912년이었다고 생각합니다. 그래서 이 메시지(식민지화의 메시지가 아니라 반란의 메시지)가 계속해서 지속되고 19세기 내내 지속적으로 사용되는 메시지입니다 - 가톨릭교도들은 믿을 수 없다; 우리는 그들과 거래할 수 없다; 우리는 그들과 관련되어서는 안 된다; 그들은 우리를 해치려는 큰 음모의 일부이다"라고 말했다.[67]
7. ↑  아일랜드는 잉글랜드 정치 당국에 종속되었으므로, 그들만이 개입을 승인할 수 있었다.

### 서적
- Bellings, Richard (1879).  Gilbert, JT, 편집. 《History of the Confederation and War in Ireland in History of the Affairs of Ireland》. Irish Archaeological and Celtic society.
- Canny, Nicholas (2001). 《Making Ireland British 1580–1650》. Oxford University Press. ISBN 0-19-925905-4.
- Carpenter, Stanley (2004). 《Military Leadership in the British Civil Wars》. Routledge. ISBN 978-0714655444.
- Carte, Thomas (1736). 《An History of the Life of James Duke of Ormonde from His Birth 1610 to His Death 1688 Etc, Volume I》. J.J Knapton.
- Clarke, Aidan (2009).  Moody, TW; Martin, FX; Byrne, FJ, 편집. 《Plantation and the Catholic Question 1603–1623 in A New History of Ireland, Volume 3: Early Modern Ireland 1534–1691》. OUP. ISBN 978-0199562527.
- Corish, Patrick J. (2009). 《The Rising of 1641 and the Catholic Confederacy 1641–1645 in A New History of Ireland, Volume 3: Early Modern Ireland 1534–1691》. OUP. ISBN 978-0199562527.
- Cunningham, John (2021). 《Who Framed Charles I? The Forged Commission for the Irish Rebellion of 1641 Revisited》. 《The English Historical Review》 136. 55–84쪽. doi:10.1093/ehr/ceab001.
- Curtis, Edmund (2005). 《A History of Ireland: From the Earliest Times to 1922》 (영어). Routledge. ISBN 978-1-134-46666-5.
- Edwards, David; Lenihan, Padraig; Tait, Clodagh, 편집. (2007). 《Age of Atrocity, Violence and Political Conflict in Early Modern Ireland》. Four Courts Press. ISBN 978-1-85182-962-0.
- Darcy, Eamon (2013). 《The Irish Rebellion of 1641 and the Wars of the Three Kingdoms》. Boydell & Brewer. ISBN 978-0861933204.
- Jackson, Clare (2021). 《Devil Land: England under siege, 1588–1688》. Allen Lane. ISBN 978-0241285817.
- Jones, Inga (2012).  Ryan, Lyndall; Dwyer, Phillip G, 편집. 《A Sea of Blood? Massacres in Ireland during the Wars of the Three Kingdoms in Theatres of Violence: Massacre, Mass Killing and Atrocity Throughout History》. Berghahn Books. ISBN 978-0857453006.
- Kennedy, Liam; Ollerenshaw, Philip (2012). 《Ulster Since 1600: Politics, Economy, and Society》. Oxford University Press. ISBN 978-0199583119.
- Kenyon, John; Ohlmeyer, Jane (1998). 《The Civil Wars: A Military history of England, Scotland, and Ireland 1638–1660》. Oxford University Press. ISBN 978-0198662228.
- Lenihan, Pádraig (2001). 《Confederate Catholics at War, 1641–49》. Cork University Press. ISBN 1-85918-244-5.
- Lenihan, Pádraig (2003). 《1690, Battle of the Boyne》. Tempus. ISBN 0-7524-2597-8.
- Lenihan, Pádraig (2016). 《Consolidating Conquest: Ireland 1603–1727》. Routledge. ISBN 978-1138140639.
- Lennon, Colm (2005). 《Sixteenth Century Ireland, The Incomplete Conquest》. Gill Books. ISBN 978-0717139477.
- Mac Cuarta, Brian (1993). 《Ulster 1641: Aspects of the Rising》. Institute of Irish Studies, Queen's University of Belfast. ISBN 978-0853894919.
- Manganiello, Stephen C (2004). 《The Concise Encyclopedia of the Revolutions and Wars of England, Scotland, and Ireland, 1639–1660》. Scarecrow Press. ISBN 978-0810851009.
- Marshal, John (2006). 《John Locke, Toleration and Early Enlightenment Culture》. Cambridge University Press. ISBN 0-521-65114-X.
- Meehan, Charles Patrick (1846). 《The Confederation of Kilkenny》. James Duffy.
- Noonan, Kathleen (2004). 《Martyrs in Flames: Sir John Temple and the conception of the Irish in English martyrologies》. 《Albion》 36. 223–255쪽. doi:10.2307/4054214. JSTOR 4054214.
- O'Siochru, Michael (1999). 《Confederate Ireland 1642–49》. Four Courts Press.
- Ohlmeyer, Jane (2002). 《Ireland from Independence to Occupation, 1641–1660》. Cambridge University Press. ISBN 978-0521434799.
- Perceval-Maxwell, Michael (1994). 《The Outbreak of the Irish Rebellion of 1641》. McGill-Queen's Press. ISBN 978-0773511576.
- Robinson, Philip (2000). 《The Plantation of Ulster》. Ulster Historical Foundation. ISBN 978-1-903688-00-7.
- Royle, Trevor (2004). 《Civil War: The Wars of the Three Kingdoms 1638–1660》. Abacus. ISBN 978-0-349-11564-1.
- Ryder, Ian (1987). 《An English Army for Ireland》. Partizan Press. ISBN 978-0946525294.
- Stevenson, David (1981). 《Scottish Covenanters and Irish Confederates》. Ulster Historical Foundation. ISBN 978-0901905246.
- Wheeler, James (2003). 《The Irish and British Wars, 1637–1654: Triumph, Tragedy, and Failure》. Routledge. ISBN 978-0415221313.

### 논문
- BBC. “The Gunpowder Plotters, 1605”. 《BBC Bitesize》. BBC. 2024년 6월 1일에 확인함.
- Canny, Nicholas.  The Plantation of Ireland: 1641 rebellion BBC. Accessed 12 February 2008
- Gillespie, Raymond.  Plantation of Ulster: Long term consequences, BBC. Accessed 13 February 2008).
- McGettigan, Darren (2009). 《O'Reilly, Hugh (Aodh Ó Raghallaigh) | Dictionary of Irish Biography》. 《Dictionary of Irish Biography》 (영어) (Royal Irish Academy). doi:10.3318/dib.006989.v1. 2024년 6월 1일에 확인함.
- Noonan, Kathleen M. "Martyrs in Flames": Sir John Temple and the conception of the Irish in English martyrologies. Albion, June 2004.
- O'Dowd, Mary. The Plantation of Ulster: Long term consequences BBC. Accessed 12 February 2008.
- Staff. Secrets of Lough Kernan BBC, Legacies UK history local to you, website of the BBC. Accessed 4 February 2008

### 증인 진술
- Fully searchable digital edition of the 1641 Depositions at Trinity College Dublin Library 보관됨 28 10월 2018 - 웨이백 머신